# Пахльовська Оксана Єжи-Янівна
Окса́на Є́жи-Я́нівна Пахльо́вська (нар. 18 вересня 1956, Київ, Українська РСР, СРСР) — українська письменниця, поетеса, перекладачка, культурологиня, професорка. Докторка філологічних наук. Лауреатка Національної премії України імені Тараса Шевченка за 2010 рік (за книжку «Ave, Europa»). Живе та працює в Італії. Донька Ліни Костенко.

## Життєпис
Донька Ліни Костенко та польського письменника Єжи Яна Пахльовського.
Закінчила Московський університет ім. М. В. Ломоносова за спеціальністю «Італійська мова і література» (1980) й аспірантуру Інституту літератури НАН України (1986).
Зараз обіймає професорську посаду в Римському університеті Ла Сапієнца, завідує кафедрою українознавства при Департаменті європейських та інтеркультурних студій (секція славістики) на факультеті літератури і філософії.
Наукова співробітниця Відділу давньої української літератури Інституту літератури НАН України ім. Т.Шевченка. Докторка філологічних наук (у 2000 році захистила дисертацію, присвячену концептуалізації української літератури як невіддільної частини європейської цивілізації).
Перекладачка і дослідниця італійської, іспанської та провансальських літератур.
Авторка численних студій (надрукованих в Україні та за кордоном італійською, англійською, польською, російською та іншими мовами) з історії давньої та сучасної української літератури як цивілізаційного перехрестя між «гуманістичним» Заходом та «візантійським» Сходом (зокрема книжки «Civilta letteraria ucraina» {Українська літературна цивілізація}, Roma: Carossi Editore, 1998, першого в Європі після падіння Берлінського муру комплексного дослідження, в якому аналізується тисячолітня еволюція європейського коду української культури).
Займається також проблемами демократичної трансформації та культурної та політичної євроінтеграції Центральної та Східної Європи. Членкиня редакційної ради журналу «Сучасність» (2000—2007) та Наукового Товариства ім. Т. Шевченка.
Членкиня Директивного комітету Італійської асоціації українських студій, Італійської асоціації славістів.
Членкиня Наукової ради Інституту студій суспільної та релігійної історії (Італія, Віченца) та редколегії наукової серії «Media et Orientalis Europa» («Центральна і Східна Європа») того самого інституту.

## Літературна діяльність
Авторка збірки віршів «Долина храмів».
Працює в галузі поетичного і прозового перекладу. Перекладає з італійської, іспанської, старопровансальської.
Переклала твори Ф. Гарсії Лорки, Д. Унгаретті, С. Квазімодо, М. Грассо, Г. Гарсії Маркеса, С. М. Аркондо та ін.

## Громадська позиція
У липні 2018 року підтримала відкритий лист українських діячів культури до ув'язненого у Росії українського режисера Олега Сенцова

## Відзнаки
- Літературна премія імені Василя Симоненка НСПУ (1989)
- Премія Олени Теліги (2005)
- Національна Шевченківська премія (2010)

## Основні праці

### Книги
- Українсько-італійські літературні зв'язки XV—XX ст. — Київ: Наукова думка, 1990. — 215 с.
- Civiltà letteraria ucraina [Українська літературна цивілізація]. — Roma: Carocci Editore, 1998. — 1104 p.
- Ave, Europa! — Київ: Пульсари, 2008. — 654 с. (книгу відзначено Шевченківською премією)

### Вибрані статті
- Пахльовська О. «Ave, Europa!» — К.: Університетське видавництво «Пульсари», 2008. — 656 с.
- Pachlovska O. Civilta letteraria Ucraina («Українська літературна цивілізація»). — Roma: Carocci Editore, 1998.
- Україна: шлях до Європи… через Константинополь. Стаття 1: Історичний дуалізм української культури: Візантія чи Європа? // Сучасність. — 1994. — № 1. — С. 54—68.
- Україна: шлях до Європи… через Константинополь. Стаття 2: Соціум та особистість в українській культурній ментальності: концепція, конфлікт, еволюція // Сучасність. — 1994. — № 2. — С. 101—116.
- Симбіоз культури та ідеології в Україні XVII ст. // Україна між Заходом і Сходом Європи (Матеріали І українсько-італійського симпозіуму, Київ, 13—16.09.1994) = L'Ucraina del XVII secolo tra Occidente ed Oriente d'Europa (I Convegno Italo-Ucraino, Kyjiv, 13—16.09.1994), Київ; Venezia: НАН України; Fondazione Giorgio Cini; Український міжнародний комітет з питань науки і культури при НАН України, 1996. — С. 85—113.
- Евген Маланюк: интерпретация Гоголя (в контексте русской «антигоголевской» полемики) // Russica Romana (Roma). — 1997. — IV. — С. 91—137.
- Українські шістдесятники: філософія бунту. — Сучасність. — 2000. — № 4. — С. 65—84.
- Києво-Могилянська академія як чинник становлення національної самобутності української культури // 1) Prosphonema: Miscellanea Historica & Philologica Jaroslavo Iasievyč sexagenario dedicata = Προσφώγημα: історичні та філологічні розвідки, присвячені 60-річчю академіка Ярослава Ісаєвича]. — Львів: Інститут українознавства ім. І. Крип'якевича НАН України, Міжнародна асоціація україністів, 1998. — С. 453—464, с. 739; 2) [Передмова] // Києво-Могилянська академія в іменах, XVII—XVIII ст. — Київ: Видавничий Дім «КМ Academia», 2001. — С. 19—26.
- Український постмодернізм як клонування без правил // Ситуація постмодернізму в Україні (круглий стіл, Києво-Могилянська академія, Київ, 11.09.2001). // КіноТеатр. — 2001. — № 6 (38). — С. 2—6.
- Україна і Європа в 2001-му: десятиліття втрачених можливостей // 1) Сучасність. — 2001. — № 7/8. — С. 78—85; 2) Слово Просвіти. — 2001. — Ч. 5 (83). — С. 1—4; 3) Ї. — 2001. — № 22. — С. 4—20; 4) рос. пер. у: Апология Украины: сборник статей. — Москва: Модест Колеров & «Три квадрата», 2002. — С. 84—103.
- Біном «Україна — діаспора» сьогодні: криза і перспектива. — Київ: Видавничий Дім «КМ Academia»; Всеукраїнське товариство «Просвіта» ім. Т. Г. Шевченка, 2002. — 50 с. Передрук: Вісник Української всесвітньої координаційної ради. — 2002. № 6—7, 9—12.
- Українська культура у вимірі «пост»: посткомунізм, постмодернізм, поствандалізм // 1) П'ятий конґрес Міжнародної асоціації україністів (матеріали конґресу), Чернівці, 26—29.08.2002). — Чернівці: Рута, 2003. — Т. 1. — С. 3—15; 2) Сучасність. — 2003. — № 10. — С. 70—85.
- Канон української літератури XIX—XX ст.: «теорія хаосу» i хаос теорії // States, Societies, Cultures: East and West: Essays in Honor of Jaroslaw Pelenski [= Держави, суспільства, культури: Схід і Захід: збірник есе на пошану Ярослава Пеленського]. — New York: Ross Publishing Inc., 2004. — P. 721—752.
- Мова влади і влада мови в пострадянському Задзеркаллі // Той, хто відродив Могилянку: збірник на пошану В'ячеслава Брюховецького. — Київ: Видавничий Дім «КМ Academia», 2007. — С. 312—333 (передрук у скороченому варіанті: Світогляд. — 2008. — № 2. — С. 24—28).
- «Супроти упирів минулого»: Голодомор і формування історичної пам'яті в українській, польській та російській культурах // Pamięc i miejsce: doswiadczenie przeszlości na pograniczu (Międzynarodowa konferencja naukowa, Chełm, 16—17 maja 2008 r.) [= Пам'ять і місце: досвід минулого на пограниччі (Міжнародна наукова конференція, Холм, 16—17 травня 2008 р.)]. — Chełm: Państwowa Wyższa Szkoła Zawodowa w Chełmie, 2008. — S. 13—49 (передрук: День. — 2008. — № 208; № 210; № 212).

## Аудіозаписи творів
Оксана Пахльовська. «Нема ні стін, ні вікон, ані свіч…».